# Andreas Werckmeister
Andreas Werckmeister (Benneckenstein, 30 de noviembre de 1645 - Halberstadt, 26 d'octubre, 1706) fue un compositor y teórico musical alemán. Notable organista, escribió diversos tratados teóricos y música barroca para violín y bajo continuo.

## Biografía
Asistió a la escuela en Nordhausen 1660 y posteriormente 1662 a Quedlinburg, completando su educación musical bajo la dirección de sus tíos Heinrich Christian Werckmeister y Heinrich Víctor Werckmeister, ambos notables organstas.
El 24 de diciembre de 1664 se convirtió en organista en la villa de Hasselfelde, próximo de Blankenburg, donde permaneció durante 10 años.
Finalmente se convirtió en organista de la iglesia de San Martín Halberstadt en 1696.

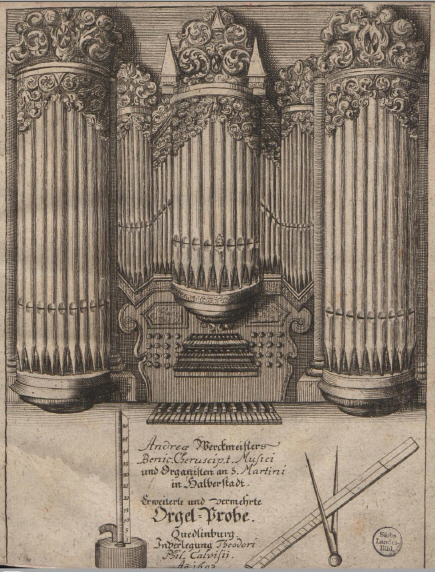
Facsímil del libro publicado en 1696 Orgelprobe.

Werckmeister es más conocido y recordado hoy en día como teórico, en particular a través de sus escritos Musicae mathematicae (1687) y Musikalische Temperatur (1691), (un sistema de afinación para teclados) y describió un sistema de temperamento conocido ahora como temperamento Werckmeister, contrastando con el temperamento mesotónico usado habitualmente en los siglos XVI y XVII.

## Obras y escritos
- Musicae mathematicae hodegus curiosus... (1687)
- Musikalische Temperatur, oder... (1691)
- Der Edlen Music-Kunst... (1691)
- Hypomnemata musica (1697)
- Erweierte und verbesserte Orgel-Probe (1698)
- Die nothwendigsten Anmerckungen und Reglen, wie der Bassus continuus... (1698)
- Cribrum musicum (1700)
- Harmonologia musica (1702)
- Musikalische Paradoxal-Discourse (1707)

## Composiciones
De sus composiciones se conservan solamente un libro de piezas para violín y bajo continuo titulado Musikalische Privatlust (1689) y una Navidad cantada: Wo ist der Neugeborne König der Juden.